# ولاية اتحادية (ماليزيا)
ولاية برسكوتان وهي في ماليزيا تعني ثلاث مقاطعات محكومة مباشرة من الحكومة الاتحادية الماليزية وهناك في ماليزيا ثلاث ولايات فدرالية هي:
- كوالا لمبور
- بوتراجاي
- لابوان